# Zgłowiączka (rzeka)
Zgłowiączka – rzeka, lewobrzeżny dopływ Wisły o długości 79 km. 

## Przebieg
Powierzchnia jej dorzecza wynosi 1495,6 km². Początkiem cieku jest Kanał Głuszyński, który swoje źródła ma w okolicy wsi Płowce. Zgłowiączka przepływa przez Jezioro Głuszyńskie i uchodzi do Wisły we Włocławku. Ważniejszymi dopływami rzeki są: Chodeczka i Lubienka (prawoboczne) oraz Kanał Bachorze (lewoboczny).

## Czystość
Powyżej Lubrańca woda ma IV klasę czystości, a poniżej Brześcia Kujawskiego V klasę czystości (dane za 2007/2008 r.).

## Szlak kajakowy
Szlak kajakowy ma charakter nizinny i w kajakowej skali trudności jest stosunkowo łatwy (ocena ZWB-ZWC, z wyjątkiem niektórych nieco trudnych odcinków poniżej Nowego Młyna). W skali uciążliwości oceniany jest na U3 (stałe przenoski z uwagi na mielizny, zwalone drzewa i zarośla wiklinowe w nurcie). W skali atrakcyjności kategoryzowany na **, czyli malowniczy.  Szlak jest dostępny na całej długości jedynie przy wyższym od przeciętnego stanie wody – wiosną albo po opadach. Na Zgłowiączce Włocławski Oddział PTTK – Włocławski Klub Wodniaków organizuje od 1990 spływy kajakowe (ok. 55 km, od miejscowości Orle do parku im. Sienkiewicza we Włocławku).